# Gnathium nannulum
Gnathium nannulum är en skalbaggsart som beskrevs av Macswain 1952. Gnathium nannulum ingår i släktet Gnathium och familjen oljebaggar. Inga underarter finns listade i Catalogue of Life.